# 志貴御縣坐神社
志貴御縣坐神社（しきみあがたにますじんじゃ/しきのみあがたにますじんじゃ、志貴御県坐神社）は、奈良県桜井市金屋にある神社。式内社（式内大社）で、旧社格は村社。

## 祭神
| 県     | 『延喜式』神名帳 | 比定社             |
| ------ | ---------------- | ------------------ |
| 高市県 | 高市御県神社     | 高市御県神社       |
| 葛木県 | 葛木御県神社     | 葛木御縣神社       |
| 十市県 | 十市御県坐神社   | 十市御縣坐神社     |
| 志貴県 | 志貴御県坐神社   | 志貴御縣坐神社     |
| 山辺県 | 山辺御県坐神社   | （論）山邊御縣神社 |
| 山辺県 | 山辺御県坐神社   | （論）山邊御縣神社 |
| 曽布県 | 添御県坐神社     | （論）添御県坐神社 |
| 曽布県 | 添御県坐神社     | （論）添御県坐神社 |

現在の祭神は次の通り（神社明細帳）。
- 大己貴神

『大和志料』では祭神を御県の霊とし、その他に天津饒速日命とする説などがある。
社名に見える「県（あがた）」は古代朝廷の直轄地（供御料地）を指す。大和国の高市・葛木・十市・志貴・山辺・曽布の6県は特に朝廷とのつながりが深く、「六御県（むつのみあがた）」と総称されて各御県には御県神社が鎮座し、当社はそのうちの1つとされる。当社の鎮座する志貴御県の首長は磯城県主（志貴県主/師木県主：しきのあがたぬし、のち志貴連）で、『新撰姓氏録』大和国神別 志貴連条では日子湯支命（神饒速日命の孫）の後裔とし、『先代旧事本紀』「天孫本紀」では建新川命（饒速日命七世孫）または物部印岐美連公（饒速日命七世孫の十市根命の子）の後裔とする。また『日本書紀』神武天皇2年条では神武東征で活躍した弟磯城を磯城県主にしたと見える。他に磯城県主を事代主神の後裔とする説があり、過去には太田亮が「磯城彦は即ち三輪氏の他ならず」と指摘している。この説を採れば、同神社が大己貴神を祭神としていることにも通じる。
この磯城県主はのちの大和国城上郡・城下郡付近に勢力をもった古代豪族とされ、『古事記』・『日本書紀』では磯城県主葉江らの娘が綏靖天皇（第2代）から孝霊天皇（第7代）までの各天皇の皇后になったとも見えることから、古くからヤマト王権と婚姻関係を結んだ様子が示唆される。

## 歴史

### 概史
創建は不詳。
天平2年（730年）の『大和国正税帳』では、「志癸御県」の神戸として城上郡内から租穀1,351束8把が定められ、そのうち祭神料として4束が充てられている。
『新抄格勅符抄』大同元年（806年）牒では、当時の「志貴御県神」に神戸として大和国から12戸が充てられている。
国史では、天安3年（859年）に「志貴御県神」の神階が従五位下から従五位上に昇叙された旨が記される。
延長5年（927年）成立の『延喜式』神名帳では、大和国城上郡に「志貴御県坐神社 大 月次新嘗」として、式内大社に列するとともに、朝廷の月次祭・新嘗祭では幣帛に預かる旨が記載されている。
文明6年（1474年）の「宿院会米帳」には「シキノミヤ」の記載が見える。
明治維新後、近代社格制度では村社に列している。

### 神階
- 天安3年（859年）1月27日、従五位下から従五位上（『日本三代実録』） - 表記は「志貴御県神」。

## 境内
志貴御縣坐神社の付近は、一説に『古事記』・『日本書紀』に第10代崇神天皇が営んだと見える磯城瑞籬宮（師木水垣宮）の跡地に比定され、現在は石碑が建てられている。
境内社に琴平神社と厳島神社がある。拝殿東側には四つの磐座が等間隔で並んでおり、この場所が古くから信仰の場所であったことを伺わせる。

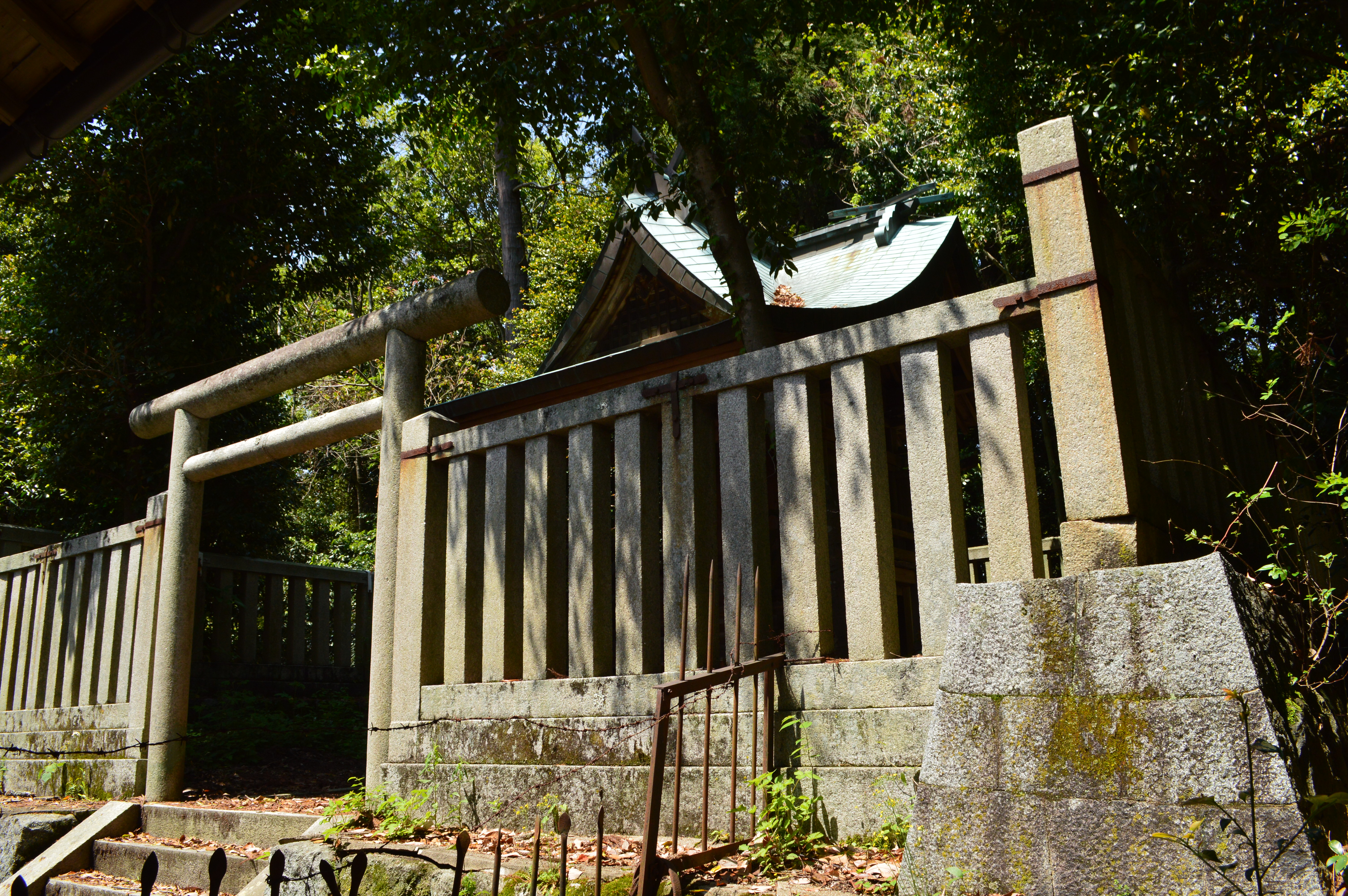
本殿
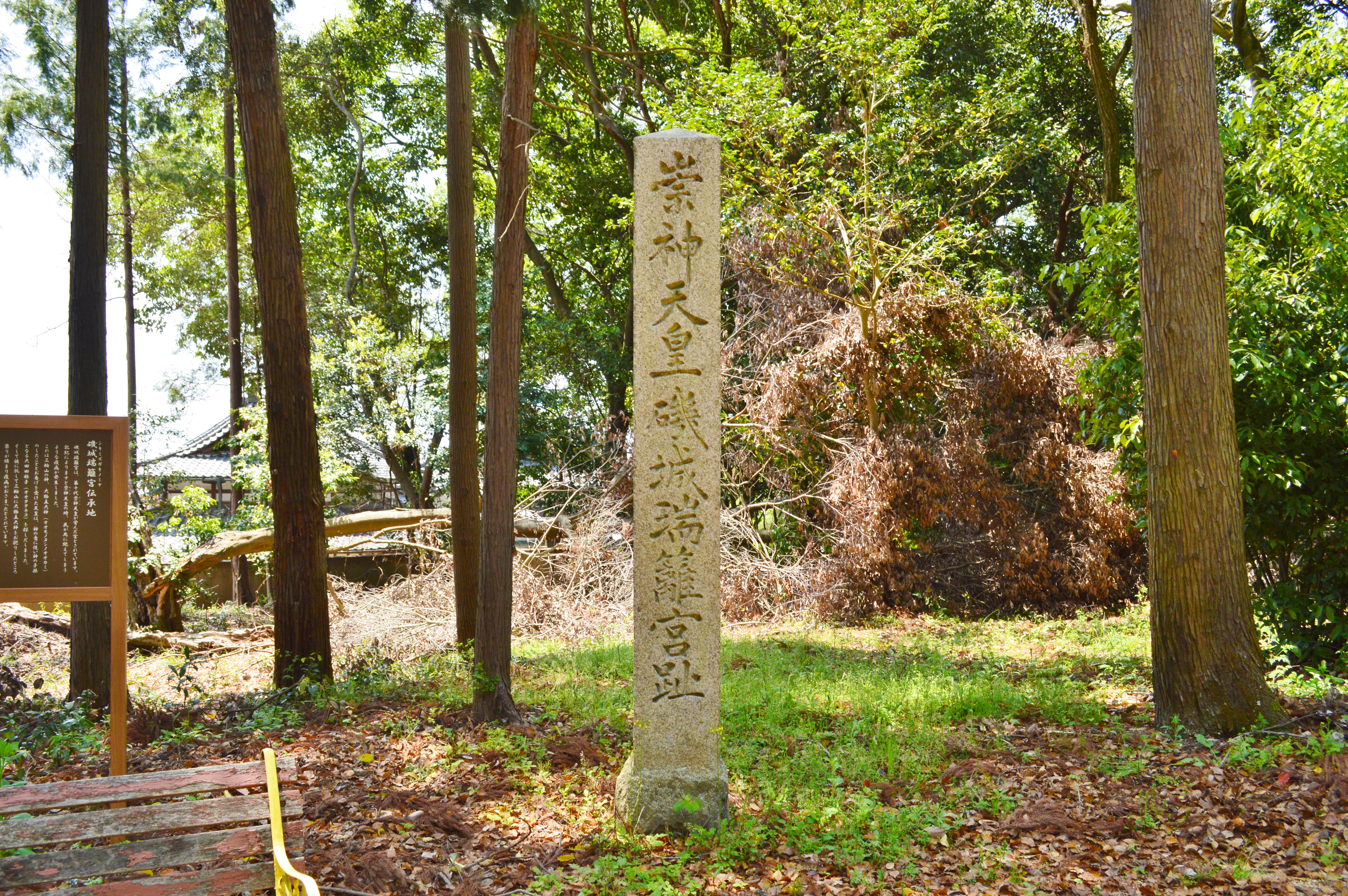
崇神天皇磯城瑞籬宮趾碑
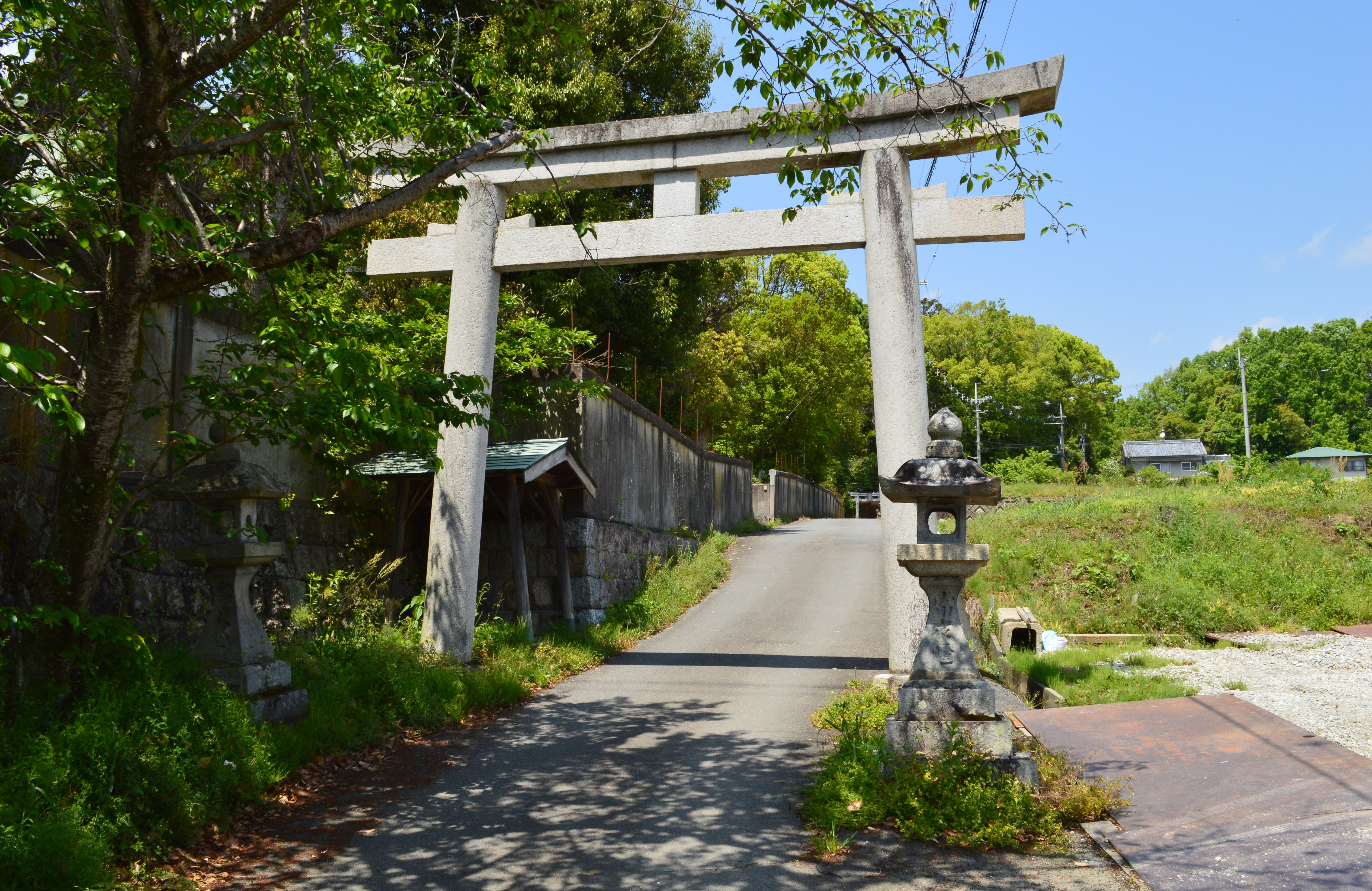
鳥居